# Spinnerskan i Mark
Spinnerskan i Mark AB är ett svenskt förvaltningsbolag som agerar moderbolag för de verksamheter som Marks kommun har valt att driva i aktiebolagsform. Bolaget ägs helt av kommunen.

## Bolag
Källa: 
- Mark Energi AB (100%)
- Marks Bostadsaktiebolag (100%)
- Marks Fastighetsaktiebolag (100%)